# Jarmanpreet Singh
Jarmanpreet Singh, född den 18 juli 1996, är en indisk landhockeyspelare.

## Karriär
Jarmanpreet Singh ingick i det indiska landhockeylag som tog brons vid OS 2024.